# Leavenworthia exigua
Leavenworthia exigua là một loài thực vật có hoa trong họ Cải. Loài này được Rollins mô tả khoa học đầu tiên năm 1956.